# Qatar aux Jeux olympiques
Le Qatar participe aux Jeux olympiques depuis 1984 et a envoyé des athlètes à chaque édition depuis cette date. Le pays n'a jamais participé aux Jeux d'hiver. 
Le pays a remporté 2 médailles d'or, 2 d'argent et 5 de bronze.
Le Comité national olympique du Qatar a été créé en 1979 et a été reconnu par le Comité international olympique (CIO) l'année suivante.
Le sauteur en hauteur Mutaz Essa Barshim est l'athlète le plus médaillé de son pays avec deux médailles d'argent à Londres en 2012 ainsi qu'à Rio de Janeiro en 2016 et une médaille d'or (à égalité avec l'Italien Gianmarco Tamberi) à Tokyo en 2021.

## Médailles
| Médaille | Nom                | Jeux            | Sport         | Compétition              |
| -------- | ------------------ | --------------- | ------------- | ------------------------ |
| Bronze   | Mohammed Suleiman  | Barcelone 1992  | Athlétisme    | 1 500 m Hommes           |
| Bronze   | Said Saif Asaad    | Sydney 2000     | Haltérophilie | 105 kg hommes            |
| Bronze   | Nasser Al-Attiyah  | Londres 2012    | Tir           | Skeet hommes             |
| Argent   | Mutaz Essa Barshim | Londres 2012    | Athlétisme    | Saut en hauteur hommes   |
| Argent   | Mutaz Essa Barshim | Rio 2016        | Athlétisme    | Saut en hauteur hommes   |
| Or       | Fares El-Bakh      | Tokyo 2020/2021 | Haltérophilie | Moins de 96kg            |
| Or       | Mutaz Essa Barshim | Tokyo 2020/2021 | Athlétisme    | Saut en hauteur masculin |